# Neville Marriner
Ngài Neville Marriner CH, CBE (/ˈnɛvɪl ˈmɛrɪnər/) là một nhạc sĩ, nghệ sĩ vĩ cầm, giảng viên âm nhạc, nhạc trưởng người Anh nổi tiếng, được đánh giá là một trong những nhạc trưởng vĩ đại nhất thế giới với Viện hàn lâm St Martin do ông thành lập ở Fields ("Academy of St Martin in the Fields") từ năm 1958, có số lượng thu âm nhiều nhất so với bất kỳ dàn nhạc và nhạc trưởng nào khác trên Thế giới.

## Tiểu sử
Sir Neville Marriner sinh ngày 15 tháng 4 năm 1924 ở Lincoln thuộc Lincolnshire của nước Anh. Mẹ là Ethel (Roberts), còn cha Herbert Marriner là thợ mộc, nhưng am hiểu âm nhạc. Hồi niên thiếu Marriner học tại Trường Lincoln, ở đây đã làm nhạc công trong ban nhạc jazz với nhà soạn nhạc Steve Race.
Ban đầu, Marriner học vĩ cầm và dương cầm nhờ cha hướng dẫn. Sau đó học vĩ cầm với Frederick Mountney.
Năm 1939, Marriner đến Đại học Âm nhạc Hoàng gia London, là nghệ sĩ vĩ cầm thứ hai của Dàn nhạc Giao hưởng London, do Henry Wood chỉ huy. Chiến tranh thế giới thứ hai bùng nổ, Marriner xung phong gia nhập quân đội năm 1941, làm bộ đội trinh sát trong Quân đội Anh.
Năm 1943, ông bị thương nên giải ngũ, trở lại trường Đại học âm nhạc, tiếp tục học vĩ cầm với nghệ sĩ Billy Reed. Sau đó ông theo học tại Nhạc viện Paris, ở đây ông học với nghệ sĩ vĩ cầm René Benedetti.
Vài năm sau, ông là giáo viên dạy nhạc tại trường trung học Eton. Năm 1948, ông trở thành giảng viên của Đại học Âm nhạc Hoàng gia. Năm  1949, ông đảm nhận vị trí nghệ sĩ vĩ cầm thứ hai của Martin String Quartet, thường chơi tứ tấu trong 13 năm.
Ông và nghệ sĩ Thurston Dart cùng nhau thành lập một cặp song tấu, sau đó mở rộng thành bộ tam tấu cùng với Peter Gibbs. Đây là tiền thân của Dart's Jacobean Ensemble, mà Marriner bắt đầu biểu diễn từ năm 1951. Ngoài ra, ông còn chơi vĩ cầm trong hai dàn nhạc ở Luân Đôn: Dàn nhạc giao hưởng Philharmonia vào đầu những năm 1950, và Dàn nhạc Giao hưởng Luân Đôn (LSO) trong khoảng 1954 - 1969. Ông cũng tham gia biểu diễn với dàn nhạc thính phòng của Reginald Jacques và Boyd Neel, cũng như "Hội những người chơi Mozart" ở London.
Năm 1958, ông thành lập Học viện St Martin ở Fields, thực chất là một ban nhạc thính phòng gồm mười hai thành viên. Sau đó, nó nhanh chóng mở rộng thành một dàn nhạc thính phòng, thu hút các nhạc sĩ tầm cỡ thời đó như Dart, Iona Brown, Christopher Hogwood và Alan Loveday.  Bản ghi âm biểu diễn đầu tiên vào đầu những năm 1960, với Marriner vừa là nhạc trưởng, vừa là nghệ sĩ vĩ cầm số 1 đã thành công, làm Pierre Monteux, lúc đó là nhạc trưởng LSO, khuyến khích Marriner chuyển sang chỉ huy dàn nhạc chuyên nghiệp.
Marriner là người sáng lập và giám đốc âm nhạc đầu tiên của Dàn nhạc thính phòng Los Angeles, từ năm 1969 đến năm 1978. Từ năm 1979 đến năm 1986, ông là giám đốc âm nhạc của Dàn nhạc Minnesota. Ông là chỉ huy chính của Dàn nhạc Giao hưởng Đài phát thanh Stuttgart từ năm 1986 đến năm 1989. Trừ quãng từ năm 1974 - 1980 mà Iona Brown là giám đốc, ông vẫn là giám đốc âm nhạc của Học viện St Martin in the Fields cho đến năm 2011, khi ông được kế nhiệm bởi Joshua Bell, rồi tiếp tục giữ chức Chủ tịch suốt đời cho đến khi mất. Ông cũng chỉ huy nhiều dàn nhạc khác, bao gồm Dàn nhạc Thính phòng New York, Dàn nhạc Gulbenkian, Dàn nhạc Thính phòng Israel, Dàn nhạc Thính phòng Úc và Vienna Philharmonic. Ông tiếp tục biểu diễn ở tuổi chín mươi, trở thành nhạc trưởng lớn tuổi nhất của buổi hòa nhạc Proms vào năm 2014.
Ông mất ngày 2 tháng 10 năm 2016 tại Luân Đôn) thọ 92 tuổi.